# 梁家榕
梁家榕（1971年8月25日—），台灣女演員，原名為張婕庭，後來改名為張家榕。1998年演出花系列《太陽花》反派「趙士芬」一角展開知名度。
近年因保養得宜被喻為美魔女，素顏上PTT表特版（Beauty版）被推爆。

## 電視劇
| 年 份  | 頻 道            | 劇 名                                             | 飾 演         |
| 1996年 | 中視             | 《老伯公的大瓦厝》                                | 阿捐          |
| 1996年 | 中視             | 《臺北灰姑娘》                                    | 小翠          |
| 1997年 | 華視             | 《青春教室》                                      | 林靜芬        |
| 1997年 | 民視             | 《星座女人系列》 牡羊座－當愛情來的時候           | 小春          |
| 1997年 | 中視             | 《罌粟花》                                        | 何佳佳        |
| 1997年 | 中視             | 《姻緣花》                                        | 明珠          |
| 1997年 | 中視             | 《家是一窩豬》                                    | 何思琪        |
| 1997年 | 華視             | 《施公奇案－麒麟蠱》                              | 翡翠          |
| 1997年 | 華視             | 《施公奇案－玉簫神笛》                            | 小青          |
| 1998年 | 中視             | 《太陽花》                                        | 趙士芬        |
| 1998年 | 民視             | 《星座男女系列》男水瓶座VS女雙魚座 - 魚缸裡的愛情 | 意文          |
| 1998年 | 民視             | 《桃色危機》                                      | 王碧琉        |
| 1998年 | 中視             | 《世間父母》                                      | 春梅          |
| 1998年 | 中視             | 《藍天》                                          | 美里          |
| 1999年 | 中視             | 《交換愛情的女人》                                | 瑄瑄          |
| 1999年 | 華視             | 《奪情花》                                        | 汪嘉美        |
| 2000年 | 中視             | 《紅顏花》                                        | 周安平        |
| 2000年 | 公視             | 《汪洋中的一條船》                                | 孫夢玲        |
| 2000年 | 台視             | 《上錯樓梯睡錯床》                                | 宋晶晶        |
| 2001年 | TVBS歡樂台       | 《向日葵的夏天》                                  | 唐芯          |
| 2001年 | 中視             | 《花蝴蝶與野玫瑰》                                | 文翎          |
| 2002年 | 華視             | 《愛上總經理》                                    | 莎莎          |
| 2003年 | 公視             | 《家》                                            | 梁靜誼        |
| 2004年 | 公視             | 《我的這一班》                                    | 梁婷婷        |
| 2004年 | 八大電視台       | 《火線任務》                                      | 宜珊          |
| 2004年 | 華視             | 《情人看招》                                      | 朱心怡        |
| 2006年 | 公視             | 《米可，GO！》                                    | 韋姍          |
| 2006年 | 八大電視台       | 《大老婆小老公》                                  | 凱兒          |
| 2007年 | 公視             | 《別再叫我外籍新娘》                              | 林琳          |
| 2007年 | 大愛電視台       | 《牽手天涯》                                      | 洪琇美        |
| 2008年 | 大愛電視台       | 《竹音深處》                                      | 柯玉琦        |
| 2008年 | 台視             | 《天上聖母媽祖》                                  | 何月英        |
| 2008年 | 三立都會台       | 《比賽開始》                                      | 陳會長        |
| 2009年 | 三立都會台       | 《老王同學會》                                    | 劉嘉芬        |
| 2009年 | 客家電視台       | 《月滿水沙漣》                                    | 廖雪          |
| 2010年 | 大愛電視台       | 《幸福的青鳥》                                    | 曾淑芬        |
| 2010年 | 大愛電視台       | 《清秀家人》                                      | 連麗香        |
| 2010年 | 三立台灣台       | 《家和万事兴》                                    | 高玉萍        |
| 2012年 | 華視             | 《溫柔的慈悲》                                    | 唐美晶        |
| 2012年 | 台視             | 《女人花》                                        | 柯秀蘭        |
| 2012年 | 三立台灣台       | 《牵手》                                          | 張芳儀        |
| 2012年 | 大愛             | 《幸福好簡單》                                    | 郭翠花        |
| 2012年 | 公視             | 《小站》                                          | 雙慧          |
| 2013年 | 大愛電視台       | 《心願》                                          | 黃好/趙阿梅   |
| 2014年 | 三立台灣台       | 《世間情》                                        | 程人鳳/程芳玲 |
| 2014年 | 華視             | 《巷弄裡的那家書店》                              | 秦若蘭        |
| 2014年 | 大愛電視台       | 《春暖向陽天》                                    | 吳阿巧        |
| 2014年 | 大愛電視台       | 《情牽萬里》                                      | 紀媽咪        |
| 2014年 | 大愛電視台       | 《光合一加一》                                    | 阿新          |
| 2015年 | 三立台灣台       | 《甘味人生》                                      | 郭彩雲        |
| 2015年 | 東森綜合台       | 《必娶女人》                                      | 楊美玲        |
| 2016年 | 三立都會台       | 《1989一念間》                                    | 張婉玲        |
| 2016年 | 三立都會台       | 《狼王子》                                        | 簡美惠        |
| 2017年 | 三立台灣台       | 《一家人》                                        | 廖英梅        |
| 2018年 | 網路劇           | 《翻轉世界守護你》                                | 王雅俐        |
| 2018年 | 三立台灣台       | 《金家好媳婦》                                    | 狄坤懿        |
| 2019年 | 三立台灣台       | 《炮仔聲》                                        | 沈芳姿        |
| 2020年 | 三立台灣台       | 《天之驕女》                                      | 江秀蓮        |
| 2021年 | 衛視中文台       | 《她們創業的那些鳥事》                            | 崔台楓        |
| 2024年 | 北京衛視         | 《但願人長久》                                    | 何立雲        |
| 2025年 | 華視、公視台語台 | 《火車來去》                                      | 陳麗華        |
| 2025年 | 大愛電視台       | 《臥龍好歲月》                                    |               |

## 電影
- 2017年－《最完美的女孩》飾演 Dr. Alice

## 音乐录影带（MV）
- 1991年－來生緣女主角

## 舞台劇
- 屏風表演班－《莎姆雷特》
- 綠光劇團－《陪你唱歌》

## 出版作品

### 书籍
| 年 份  | 書 名                                                                 | 出版社   | ISBN               |
| 2006年 | 《28生理輕食美人計》                                                  | 科寶文化 | ISBN 9866953068    |
| 2012年 | 《Easy Bake！女生都喜歡的超可愛甜點：烘焙甜姐兒梁家榕的50款甜蜜點心》 | 幸福文化 | ISBN 9789868826281 |

## 獎項紀錄
| 年份   | 頒獎典禮      | 獎項           | 提名/作品      | 結果   | 來源  |
| 2016年 | 第5屆華劇大賞 | 最佳實力派演員 | 《1989一念間》 | 張婉玲 | [ 4 ] |
| ------ | ------------- | -------------- | -------------- | ------ | ----- |